# Сливно (општина)
Сливно је општина у Дубровачко-неретванској жупанији, Република Хрватска.

## Историја
До територијалне реорганизације у Хрватској налазила се у саставу старе општине Метковић. Седиште општине је у насељу Влака.

## Становништво
На попису становништва 2011. године, општина Сливно је имала 1.999 становника, од чега у седишту општине насељу Влака 294.
| Број становника по пописима | Број становника по пописима | Број становника по пописима | Број становника по пописима | Број становника по пописима | Број становника по пописима | Број становника по пописима | Број становника по пописима | Број становника по пописима | Број становника по пописима | Број становника по пописима | Број становника по пописима | Број становника по пописима | Број становника по пописима | Број становника по пописима | Број становника по пописима |
| --------------------------- | --------------------------- | --------------------------- | --------------------------- | --------------------------- | --------------------------- | --------------------------- | --------------------------- | --------------------------- | --------------------------- | --------------------------- | --------------------------- | --------------------------- | --------------------------- | --------------------------- | --------------------------- |
| 1857                        | 1869                        | 1880                        | 1890                        | 1900                        | 1910                        | 1921                        | 1931                        | 1948                        | 1953                        | 1961                        | 1971                        | 1981                        | 1991                        | 2001                        | 2011                        |
| 1.107                       | 1.272                       | 1.427                       | 1.641                       | 1.887                       | 2.247                       | 2.194                       | 2.437                       | 2.659                       | 2.656                       | 2.580                       | 2.110                       | 1.838                       | 1.665                       | 2.078                       | 1.999                       |

Напомена: Настала из старе општине Метковић. У 1981. садржи део података града Опузена.